# Peter von Bredahl

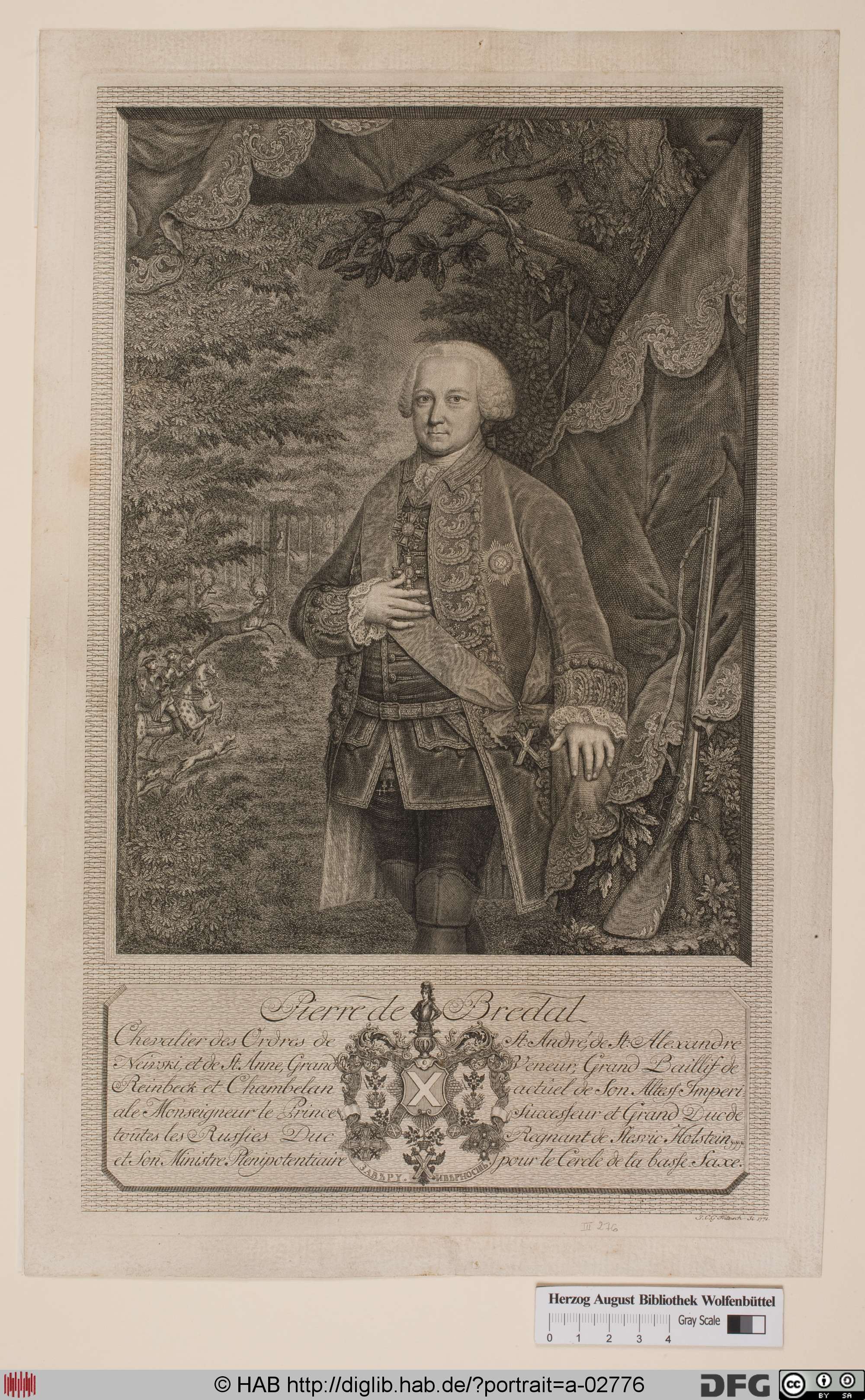
Peter von Bredahl (1771)

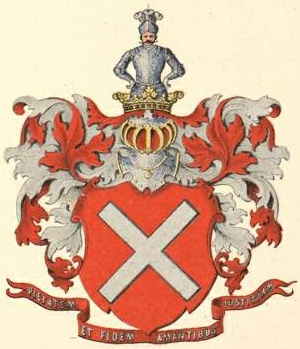
Wappen von Bredahl

Peter von Bredahl, auch Bredal (* ca. 1713; † 28. August 1776 in Hamburg) war ein russisch-deutscher Hofbeamter in der Großfürstlichen Zeit.

## Leben
Peter von Bredahl war ein Sohn des gleichnamigen dänisch-norwegischen Seeoffiziers in russischen Diensten Peter Bredahl und dessen Frau Blanceflor Sophie, geb. Coucheron, einer Tochter des holländischen, in dänisch-norwegischen Diensten stehenden Generalquartiermeisters Wyllem de Coucheron († 1689).
1724 kam er als Page an den Moskauer Hof von Herzog Karl Friedrich von Holstein-Gottorf, als dieser sich mit der Zarentochter Anna Petrowna verlobte. Karl Friedrich nahm ihn 1727 als Kammervorschneider (écuyer tranchant) mit nach Holstein. 1738 wurde er zum herzoglichen  Oberjägermeister ernannt. 1739 war von Bredahl der offizielle Bote, der dem Hof in St. Petersburg den Tod des Herzogs anzeigte. Er blieb im Dienst dessen Sohnes, des Herzogs Karl Peter Ulrich, ab 1742 Großfürsten Peter und stand bei ihm „lange in großem Ansehen“. 1745 sandte ihn der Großfürst nach Stockholm, um dem schwedischen Hof seine Hochzeit mit Sophie Auguste Friederike von Anhalt-Zerbst, der späteren Zarin Katharina II., anzuzeigen. Auf Betreiben der Zarin Elisabeth musste er 1746 mit anderen Holsteinern den Hof verlassen. Er wurde auf den fernen, aber einträglichen Posten des Amtmanns über das herzogliche Amt Trittau in Holstein abgeschoben.
Seit den 1750er Jahren hielt er sich mehrfach wieder in Petersburg auf und blieb ein enger Vertrauter Peters. Von 1759 bis 1762 war er wohl ständig in Petersburg.  Bei Peters Thronbesteigung als Zar Peter III. zeichnete dieser Peter von Bredahl am 6. Januar 1762 mit dem höchsten Orden des russischen Kaiserreichs, dem Orden des Heiligen Andreas des Erstberufenen aus. Nach Peters Sturz und Ermordung musste er Petersburg wieder verlassen. Zarin Katharina schenkte ihm das Gut Ulila im Gouvernement Livland, heute zur Landgemeinde Elva in Estland gehörig, das er jedoch noch im selben Jahr verkaufte.
1764 ernannte ihn Großfürst Paul als Herzog von Holstein-Gottorf zu seinem Ministerresidenten beim Niedersächsischen Reichskreis mit Residenz in Hamburg. Im selben Jahr wurde er Amtmann von Reinbek mit Sitz im Schloss Reinbek.

## Familie
Peter von Bredahl war in erster Ehe verheiratet mit Anna Christine, geb. von Mengden. In zweiter Ehe heiratete er Christine Anna Benedikta, geb. von Clausenheim (getauft am 16. September 1715 im Hamburger Dom; † 16. Dezember 1782 in Hamburg), eine Tochter des gottorfischen Geheimen Rats Matthias von Clausenheim. Peter von Bredahls ältester Sohn, der wieder den Namen Peter trug, erhielt als Minderjähriger 1758 auf Verleihung des Herzogs die Holsteinische Distinktpräbende im Lübecker Domkapitel, starb aber schon im folgenden Jahr 1759. Seine Präbende ging an Adolf Friedrich von Witzendorff. Ein weiterer Sohn, Carl August Bredahl (* 14. November 1745 in St. Petersburg) wurde später dänischer Konferenzrat; eine Tochter, Hedwig Maria Margaretha (getauft am 25. Juli 1757 in Hamburg; † 1811), heiratete 1778 den dänischen Kammerherrn Adam Mogens Holger von Lüttichau (1742–1807).

## Auszeichnungen
- Gottorfer Hausorden der Heiligen Anna (vor 1739)

1739 war von Bredahl Ordens-Secretarius des Annenordens
- Alexander-Newski-Orden (1760)
- Orden des Heiligen Andreas des Erstberufenen (1761)